# José Mariano Rotea
José Mariano Rotea (1732, Ciudad de México - 1799, Bolonia, Italia) fue un misionero jesuita novohispano, en la península de Baja California, que jugó un papel clave en el descubrimiento de las pinturas rupestres del estilo Gran Mural de la península.
Sirvió como misionero en San Ignacio en lo que hoy es el estado de Baja California Sur, México, desde 1759 hasta 1768, cuando los jesuitas fueron expulsados de la Nueva España. Vivió exiliado en Bolonia, Italia, hasta su muerte. 
José Mariano trabajó en la construcción iglesia de San Ignacio en 1762. Continuó la obra de Fernando Consag sobre la construcción de un muro para evitar inundaciones del Arroyo del Parral en las tierras agrícolas de la Misión de San Ignacio.
Rotea escribió un relato de sus observaciones y especulaciones sobre los restos de los habitantes prehistóricos de la península. Así fue incluido en un manuscrito de su compañero misionero Miguel del Barco y publicado por el historiador jesuita Francisco Javier Clavijero. La expulsión de los jesuitas llevó al exilio a los misioneros, que coincidieron en Bolonia con Francisco Javier Clavijero, que estaba escribiendo y recopilando en una historia de los pueblos precolombinos. En 1789 puso en la órbita las pinturas de San Francisco, cuya investigación más rigurosa se inició muchos años después.
El tema del relato de Rotea de una supuesta raza de gigantes prehistóricos, atestiguada según las tradiciones orales de los indígenas cochimíes del área, y así las pinturas realizadas en lo alto de las paredes y techos de los refugios rocosos de las sierras de la zona. En sus investigaciones sobre este asunto que Rotea llevó a cabo, fueron las primeras excavaciones arqueológicas en la península, con el objetivo de recuperar huesos de los mencionados gigantes. 
De influencia duradera fue su primer informe sobre la existencia de grandes figuras humanas y animales pintadas en los refugios rocosos de la región, en un estilo que más tarde se Harry W. Crosby denominó "Gran Mural". El gran tamaño de las figuras representadas y la leyenda oral de los sobre una raza de gigantes que habrían poblado Baja California tiempo atrás, eran incógnitas que aún no han sido resueltas.
Las observaciones de Rotea, fueron confirmadas por el misionero contemporáneo en Mulegé, Francisco Escalante. A petición de Rotea, Escalante indagó entre los indios de su misión sobre sus tradiciones, y recibió respuestas similares que también fueron escritas por Barco. Tanto Rotea como Escalante fueron a confirmar uno de los sitios personalmente.
Rotea argumentó que había pruebas convincentes que respaldaban la creencia en gigantes prehistóricos, incluidas no sólo las tradiciones de los indios ancianos sino también la existencia de refugios de gran tamaño, el descubrimiento de huesos humanos en varios lugares y las pictografías vistas en los refugios rocosos.